# Yeh Dillagi
'Yeh Dillagi' (ang. The Game of Love) – indyjski dramat miłosny z elementami musicalu wyreżyserowany w 1994 roku przez Naresha Malhotrę (autora Serca ze złota 2003), wyprodukowany przez Yasha Choprę, reżysera Veer-Zaara (2004). W rolach głównych nominowani do Nagrody Filmfare dla Najlepszej Aktorki i Najlepszego Aktora – Kajol i Akshay Kumar. Ponadto w filmie występują Saif Ali Khan i gościnnie Karisma Kapoor. Film to indyjski remake hollywoodzkiego filmu Sabrina. Tematem jest miłość, ta między mężczyzną i kobietą i ta między braćmi, miłość przemieniająca charaktery nawet lekkoduchów, pełna poświęcenia wobec tych, których kochamy.

## Fabuła
Vikram (Saif Ali Khan) to młody beztroski lekkoduch biegnący za każdą dziewczyną, która go oczaruje. Uwodzi, wdzięczy się, rozkochuje. Bawi się jednocześnie wieloma kobietami. Nie ma dla niego przeszłości ani przyszłości. Żyje dniem dzisiejszym wypełnionym zabawą. Stać go na to. Urodził się w domu bogatych rodziców, których majątek pomnaża jego starszy brat. Bracia różnią się między sobą jak niebo i ziemia."Homo ludens' i "Homo faber" – Vikram, człowiek zabawy i Vijay (Akshay Kumar), człowiek pracy. Ten ostatni – pracowity, odpowiedzialny, liczący się z uczuciami innych i rozpieszczający młodszego braciszka. Trzecią osobą dramatu jest Sapna (Kajol), niezauważana przez nich córka szofera. Od dziecka wzrasta w ich domu, który dał pracę i dach nad głową jej ojcu. Lojalna wobec pracodawców ojca ratuje Vikrama z opresji, gdy grozi mu pobicie przez brata uwodzonej dziewczyny. Zadufany w sobie Vikram płaci jej za przysługę nawet nie czując, jak upokarza tym zainteresowaną nim dziewczynę. Sapna opuszcza świat, w którym wyrosła, wyjeżdża z Shimli. Ma nadzieję, że wielkie miasto Mumbaj umożliwi jej porzucenie roli biednej córki szofera, że da jej szansę na karierę modelki. Gdy wraca odmieniona pracą w show biznesie Vikram widzi w niej inną osobę, staje się dziewczyną, o którą warto zabiegać. Ma w oczach polującego na kobiety mężczyzny wartość pięknej zdobyczy. Ich relacje zmieniają się, gdy Sapna odrzucając Vikrama z pasją mówi mu, że wszystko, co ma, zawdzięcza on tylko pieniądzom i pozycji rodziny, że sam z siebie nie ma nic do ofiarowania. Odrzucenie i słowa prawdy zmieniają Vikrama. Jego życie wypełnia teraz zamiast zabawy miłość do Sapny i praca. Tymczasem Sapna spotyka w Mumbaju przypadkiem Vijaya.

## Obsada
- Akshay Kumar – Vijay Saigal
- Saif Ali Khan – Vikram 'Vicky' Saigal
- Kajol – Sapna
- Reema Lagoo – Shanti Saigal
- Saeed Jaffrey – Bhanupratap Saigal
- Deven Verma – Gurdas Bannerjee
- Karisma Kapoor – gościnnie

## Muzyka
Film zawiera 7 piosenek skomponowanych przez muzyków filmowych – Dilip Sen i Sameer Sen.
| Piosenkę              | śpiewają                                | przedstawiają na ekranie           |
| --------------------- | --------------------------------------- | ---------------------------------- |
| Dekho Zara Dekho      | Lata Mangeshkar, Kumar Sanu             | Akshay Kumar, Kajol                |
| Gori Kalai            | Lata Mangeshkar, Udit Narayan           | Akshay Kumar, Kajol                |
| Honton Pe Bas         | Lata Mangeshkar, Kumar Sanu             | Saif Ali Khan, Kajol               |
| Lagi Lagi Dil Ki Lagi | Lata Mangeshkar, Udit Narayan, Abhijeet | Akshay Kumar, Saif Ali Khan, Kajol |
| Main Deewana Hoon     | Pankaj Udhas                            | Pankaj Udhas                       |
| Naam Kya Hai          | Lata Mangeshkar, Kumar Sanu             | Saif Ali Khan, Kajol               |
| Ole Ole               | Abhijeet                                | Saif Ali Khan                      |